# ノーサイド (企業)
有限会社ノーサイドは、アニメーションを主体とした映像作品の企画・制作を主な事業内容としていた日本の企業。

## 概要・沿革
日本アニメーションの制作出身の宮下勇治が、ビジュアル80を経て、1994年2月に設立したアニメ制作会社。主に『くまの子ウーフ』等のファミリー向けアニメ作品や、他社からのグロス請けを中心に活動していた。

## 主な作品

### 元請制作
- くまの子ウーフ （2000年）
- ぜんまいざむらい （A-1 Picturesと共同制作、2006年-2010年）
- やっとかめ探偵団 （2007年）
- 絶対やれるギリシャ神話 （A-1 Picturesと共同制作、2008年）

### 制作協力

#### テレビアニメ
- グランダー武蔵RV （制作元請：日本アニメーション、各話制作協力、1998年）
- コスモウォーリアー零 （制作元請：ベガエンタテイメント、各話制作協力、2001年）
- 爆転シュート ベイブレード （制作元請：マッドハウス、各話制作協力、2001年）
- 学園戦記ムリョウ （制作元請：マッドハウス、各話制作協力、2001年）
- しあわせソウのオコジョさん （制作元請：ラディクスエースエンタテインメント、各話制作協力、2001年）
- 星のカービィ （制作元請：スタジオ・ザイン、各話制作協力、2001年-2003年）
- 灰羽連盟 （制作元請：ラディクスエースエンタテインメント、各話制作協力、2002年）
- わがまま☆フェアリー ミルモでポン! （制作元請：スタジオ雲雀、各話制作協力、2002年-2003年）
- マーメイドメロディー ぴちぴちピッチ （制作元請：アクタス・シナジージャパン、各話制作協力、2003年-2004年）
- 月は東に日は西に 〜Operation Sanctuary〜 （制作元請：ラディクスエースエンタテインメント、各話協力プロダクション、2004年）
- B-伝説! バトルビーダマン （制作元請：日本アニメディア、各話制作協力、2004年）
- Wind -a breath of heart- （制作元請：ラディクスエースエンタテインメント、各話協力プロダクション、2004年）
- MAJOR メジャー （制作元請：スタジオ雲雀、各話制作協力、2004年-2005年）
- おねがいマイメロディ （制作元請：スタジオコメット、各話制作協力、2005年-2006年）
  - おねがいマイメロディ 〜くるくるシャッフル!〜 （制作元請：スタジオコメット、各話制作協力、2006年-2007年）
- ぱにぽにだっしゅ! （制作元請：ガンジス・シャフト、各話制作協力、2005年）
- ドラえもん （制作元請：シンエイ動画、各話制作協力、水田ドラ：2005年-）
- 極上生徒会 （制作元請：J.C.STAFF、各話制作協力、2005年）
- 地獄少女 （制作元請：スタジオディーン、各話制作協力、2005年-2006年）
- 灼眼のシャナ （制作元請：J.C.STAFF、各話制作協力、2005年-2006年）
- capeta （制作元請：スタジオコメット、各話制作協力、2005年-2006年）
- LEMON ANGEL PROJECT （制作元請：ラディクスエースエンタテインメント、アニメーション制作協力、2006年）
- 妖怪人間ベム （制作元請：スタジオコメット、各話制作協力、2006年）
- まもって!ロリポップ  （制作元請：サンシャインコーポレーション・オブ・ジャパン、各話制作協力、2006年）
- ぽてまよ （制作元請：J.C.STAFF、各話制作協力、2007年）
- ポルフィの長い旅 （制作元請：日本アニメーション、各話制作協力、2008年）
- 鉄腕バーディー DECODE （制作元請：A-1 Pictures、各話制作協力、2008年）

- ジュエルペット （制作元請：スタジオコメット、各話制作協力、2009年）
- にゃんこい! （制作元請：AIC、各話制作協力、2009年）

#### 劇場アニメ
- 劇場版 幻想魔伝 最遊記 Requiem 選ばれざる者への鎮魂歌 （制作元請：ぴえろ、制作協力、2001年）
- 爆転シュート ベイブレード THE MOVIE 激闘!!タカオVS大地 （制作元請：日本アニメディア、制作協力、2002年）

#### OVA
- 旭日の艦隊 （制作元請：J.C.STAFF、各話制作協力、1997年）
- ミネルバの剣士 （制作元請：J.C.STAFF、制作協力、1999年）※18禁作品
- デトロイト・メタル・シティ （制作元請：STUDIO 4℃、各話制作協力、2008年）